# Convicció
Una convicció és una creença que es té com a veritable encara que les proves de la seva veritat no siguin compartides per altres. Pot ser un axioma o proposició que es dona com a òbvia, sense necessitat de demostració o una creença fonamentada (encara que no empíricament) en valors o sentiments (i per tant no falsable). Les conviccions estructuren la ment i la percepció de la realitat i resulten molt difícils de modificar, ja que sorgeixen d'experiències viscudes o prejudicis inconscients i, per tant, la simple demostració racional de la seva falsedat o no aplicabilitat no acostuma a fer-les desaparèixer.